# كاميلا سكوليموفسكا
كاميلا سكوليموفسكا (04 نوفمبر 1982 - 18 فبراير 2009) هي لاعبة رمي مطرقة بولندية اشتهرت بميداليتها الذهبية في دورة الألعاب الأولمبية الصيفية 2000 في سيدني، إستراليا، والتي جعلتها أصغر بطلة أولمبية في رمي المطرقة، بالإضافة إلى ميداليتين حصلت عليهما من بطولة أوروبا. كان أفضل رمي شخصي لها، والرقم القياسي البولندي السابق، 76.83 مترًا حققته في مايو 2007 في العاصمة القطرية الدوحة. توفيت في 18 فبراير 2009 في فيلا ريال دي سانتو أنطونيو، البرتغال في معسكر تدريب المنتخب الوطني البولندي.

## نشأتها ومسيرتها المهنية
ولدت في وارسو. والدها هو لاعب رفع الأثقال الثقيل روبرت سكوليموفسكي الذي تنافس في دورة الألعاب الأولمبية الصيفية 1980 وفاز بالميدالية البرونزية في بطولة العالم لرفع الأثقال عام 1986. اشتهرت سكوليموفسكي لأول مرة في سن الخامسة عشرة، عندما فازت بمسابقة رمي المطرقة في بطولة أوروبا للناشئين عام 1997؛ وكانت المرة الأولى التي أقيمت فيها مسابقة رمي المطرقة في بطولة أوروبا للناشئين. كانت تبلغ من العمر أربعة عشر عامًا و264 يومًا في ذلك الوقت، وأصبحت بطلة وطنية بولندية وحاملة الرقم القياسي في العام. كان أفضل رقم شخصي لها في عام 1997 هو 63.48 مترًا. حسنت أفضل رقم شخصي لها إلى 66.62 مترًا في عام 1999. كما احتلت المركز السابع في بطولة أوروبا عام 1998، وفازت في بطولة العالم للشباب عام 1999 واحتلت المركز الحادي والعشرين في بطولة العالم عام 1999.